# Nainsukh
Nainsukh (wörtlich „Freude des Auges“; * um 1710 in Guler; † 1778 in Basohli) war ein indischer Maler. Er war der jüngere Sohn von Pandit Seu und galt wie sein älterer Bruder Manaku als einer der bedeutendsten Vertreter der Pahari-Malerei. Um 1740 verließ er die Familienwerkstatt in Guler und zog nach Jasrota. Für den dortigen Herrscher Mian Zorowar Singh und dessen Sohn Balwant Singh malte er die meisten seiner Werke. Mit seinen Adaptionen von Elementen der Mogul-Malerei war er eine zentrale Gestalt für die Weiterentwicklung der Pahari-Malerei in der Mitte des 18. Jahrhunderts.

## Leben
Nainsukh wurde um das Jahr 1710 in Guler im heutigen Himachal Pradesh geboren, wo sein Vater erfolgreich eine Malereiwerkstatt unterhielt. Von klein auf wird er wie sein rund zehn Jahre älterer Bruder Manaku unter der Obhut seines Vaters in alle handwerklichen Belange des Malens eingeführt worden sein. In jener Zeit kameen vermehrt auch Bilder der Mogul-Maler bis in die abgelegenen Täler des West-Himalayas. Im Gegensatz zum eher konservativ veranlagten Bruder Manaku, der das Stilidiom von Vater Seu eher behutsam weiterentwickelte, übernahm Nainsukh viel stärker die neuartigen Elemente der Mogulmalerei in das traditionelle Pahari-Stilidiom seiner Familie.
Um 1740 verließ Nainsukh die väterliche Familienwerkstatt in Guler und zog nach Jasrota. Ob ihn Auseinandersetzungen um Stilfragen in der Malerei oder ökonomische Gründe (ein relativ kleines Fürstentum wie Guler bot vielleicht nicht genug Platz für zwei Maler vom Format eines Manaku und Nainsukh) dazu führten, ist unbekannt. Im kleinen, aber wohlhabenden Fürstentum Jasrota arbeitete Nainsukh für verschiedene Mäzene. Der wichtigste wurde Raja Balwant Singh (1724–1763), den er bis zu dessen frühen Tod fast 20 Jahre lang begleitete.
Das Verhältnis zwischen dem kunstliebenden Balwant Singh und Nainsukh muss sehr eng gewesen sein, denn Nainsukh scheint seinen Patron oft begleitet und seinen Alltag genau beobachtet zu haben. So schuf er auch Darstellungen, die zum Beispiel zeigen, wie ihm der Bart gestutzt wird, wie er aus einem Fenster seines Palastes schaut, wie er sich von den formellen Kleidern entledigt in eine Decke gehüllt vor dem Kamin entspannt oder wie er eine Wasserpfeife rauchend seinen Hofmusikern zuhört und Bilder mustert. Die enge Verbindung Nainsukhs zu Balwant Singh zeigt sich auch darin, dass er nach dem frühen Tod seines Mäzens im Jahr 1763 dessen Asche zusammen mit Familienangehörigen nach Haridwar brachte. (Der damals erfolgte Eintrag Nainsukhs im Pilgerregister ist eine wichtige Quelle zur Rekonstruktion seines Lebens und Wirkens; darüber hinaus war die Entdeckung dieses Eintrags entscheidend, um in der indischen Kunstgeschichte allmählich die Bedeutung der individuellen Künstler hervorzuheben.)
Anschließend stand er in den Diensten von Amrit Pal (reg. um 1757–1778), einem Neffen von Balwant Singh und Fürst von Basohli, der für seine religiösen Interessen bekannt war – so verzichtete er gar auf den Thron, um sein Leben der Meditation widmen zu können. Für ihn wird Nainsukh ganz neue Projekte in Angriff genommen haben. In der Familienwerkstatt, die Nainsukh gegen Ende seines Lebens in Basohli leitete, scheint er mit seinem Neffen Fattu (ca. 1725–ca. 1785, Sohn von Manaku) und seinem jüngsten Sohn Ranjha (ca. 1750–1830) zusammengearbeitet zu haben. Daneben hatte er drei weitere Söhne: Kama (ca. 1735–ca. 1810), Gaudhu (ca. 1740–1820) und Nikka (ca. 1745–1833). Auch diese haben als Maler den von Nainsukh geprägten, naturalistischen und anmutigen neuen Pahari-Stil weitergetragen.

## Werk

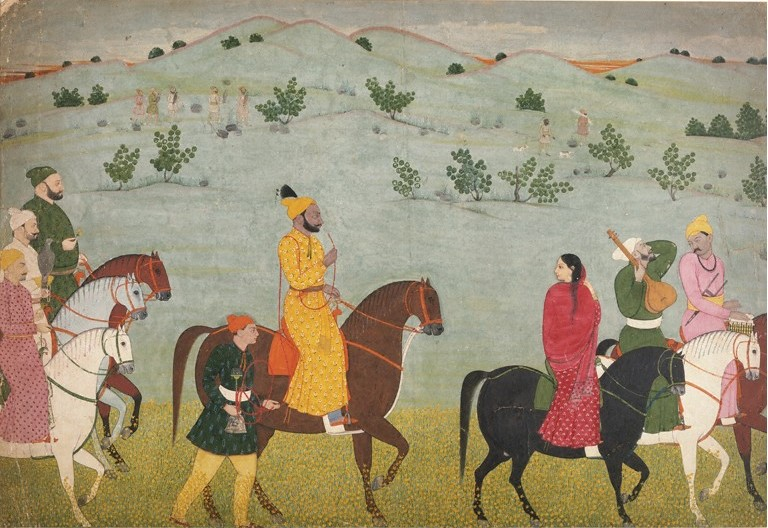
Mian Mukund Dev von Jasrota auf einem Ausritt, Nainsukh zugeschrieben, um 1740–1745 (Victoria & Albert Museum, London)

Obwohl ein Großteil seines Werks verloren sein mag, sind doch insgesamt rund 100 Werke von Nainsukh überliefert worden. Vier davon tragen seine Signatur.
Das Frühwerk ist nur unzureichend dokumentiert. Schon früh scheint Nainsukh aber mit Werken der Mogul-Maler in Kontakt gekommen zu sein. Seine genaue Beobachtungsgabe wird ihm dabei geholfen haben, sich Elemente dieses für die Pahari-Region neuen Stils rasch anzueignen. Auch in kompositorischer Hinsicht lassen sich Einflüsse nachweisen.
Die am besten dokumentierte Phase seines Schaffens dauert von ca. 1740 bis 1763, als er in Jasrota arbeitete. Den dortigen Fürsten Balwant Singh stellte er in unzähligen Bildern dar, wobei erstaunlicherweise kein einziges Bild bekannt ist, das ihn in einer rein formellen Situation zeigte. Vielmehr porträtiert er seinen Patron in den unterschiedlichsten Lebenssituationen auf eine sehr persönliche Weise. Viele Bilder wirken dadurch fast wie Teile eines visuellen Tagebuchs. Charakteristisch ist, wie Nainsukh mit großem Feingefühl spezifische Situationen und Stimmungen einfängt. Bei der Darstellung von Gesichtern verzichtete er auf stilisierte Typen und schuf Realporträts. Auch im naturalistischen Zugang zur Darstellung von Bäumen und Blättern sowie im Bestreben, einen kontinuierlichen Tiefenraum zu gestalten, zeigen sich die Impulse, die er vom Studium von Werken der Mogulmaler erhalten haben dürfte.
In seiner letzten Schaffensphase von 1763 bis zu seinem Tod im Jahr 1778 begann Nainsukh, sich mit Entwürfen für eine Gitagovinda-Serie auseinanderzusetzen. Vermutlich war er an deren Ausführung aber nicht mehr selbst beteiligt, sondern hinterließ sie in der Handwerkstradition der Familienwerkstatt seinen Kindern und Neffen gleichsam als künstlerisches Erbe.
Der Maler Vijay Sharma versucht als Senior Artist am Bhuri Singh Museum seit etwa 1990 durch Eigenkompositionen, Kopien und Unterrichtung von Schülern diesen Stil wieder zu beleben.